# Gewerbegebiet Nord

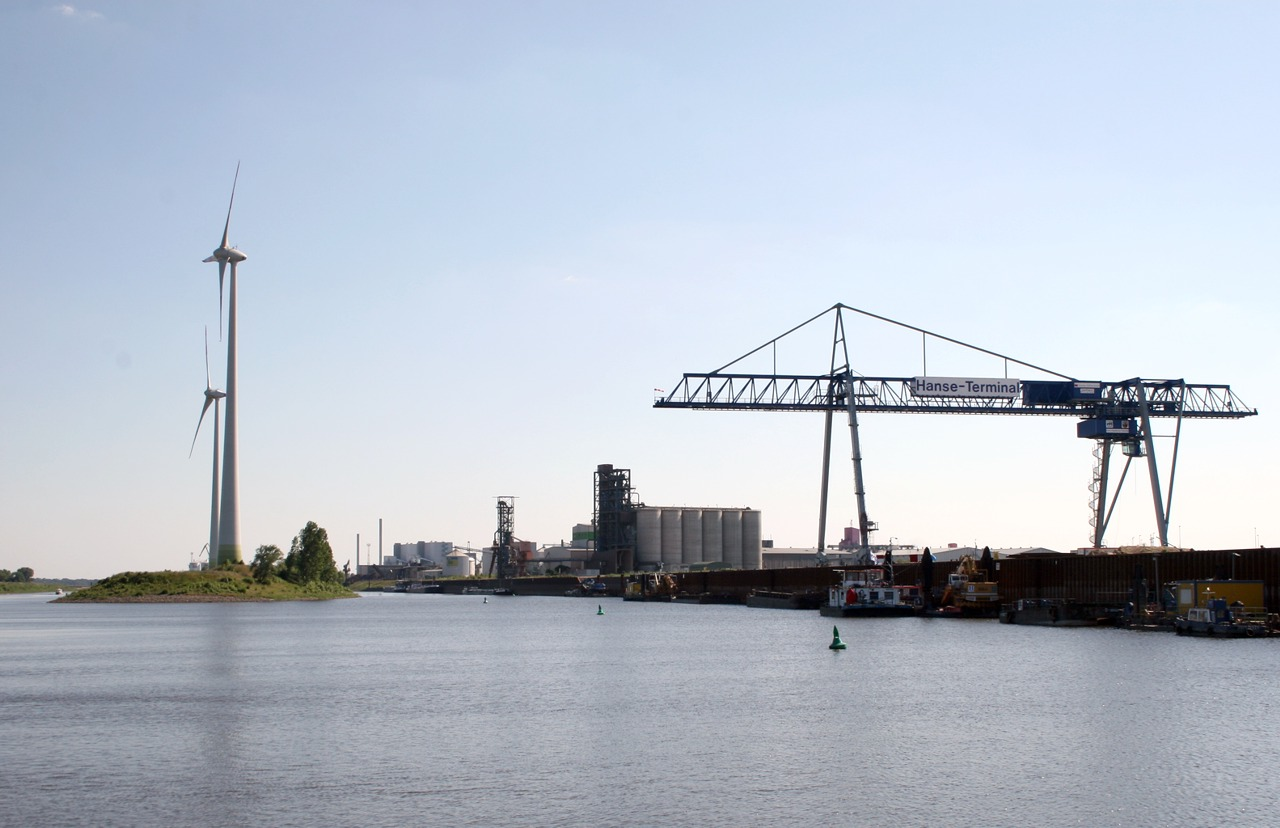
Blick von Norden auf das Nordende der Steinkopfinsel, rechts der Hansehafen

Gewerbegebiet Nord ist ein Stadtteil von Magdeburg, der Landeshauptstadt Sachsen-Anhalts.

## Lage und Geografie
Der im Norden der Stadt in der Nähe der Elbe gelegene Stadtteil hat eine Fläche von 9,3877 km². Lediglich 17 Menschen (Stand: 31. Dezember 2021) haben hier ihren Hauptwohnsitz. Der Stadtteil dient hauptsächlich als Gewerbegebiet.
Nördlich grenzt der Stadtteil Barleber See an. Im Osten bilden der Rothenseer Abstiegskanal und die Elbe die Stadtteilgrenze. Im Süden liegen die Stadtteile Industriehafen und Rothensee, westlich Neustädter See.
Mit dem Kelterer Teich und der Erdkuhle liegen auch zwei Seen im Stadtteil. Im Norden durchfließt die Schrote das Gebiet. Im östlichen Teil des Stadtteils liegen Teile des Hafens Magdeburg. Hierzu gehört auch der Zweigkanal Magdeburg und Steinkopfinsel. Die im Stadtteil vorhandenen Kulturdenkmale sind im örtlichen Denkmalverzeichnis aufgeführt.

## Geschichte
Bereits in der ersten Hälfte des 20. Jahrhunderts bestand eine industrielle Nutzung des Gebiets. Die Lage an Elbe, Mittellandkanal, wichtigen Eisenbahnstrecken und Autobahn bot günstige Möglichkeiten für Gewerbeansiedlungen. Auch in der Zeit der DDR bestand die intensive Nutzung durch mehrere Großbetriebe fort. In der Zeit nach der politischen Wende erfolgten umfangreiche Bemühungen, den Bereich als Magdeburger Industriegebiet fortzuführen. Der den Stadtteil von Süden nach Norden durchziehende August-Bebel-Damm wurde vierspurig ausgebaut. Das bisher wenig genutzte Gebiet westlich der Hauptstraße wurde als großes Gewerbegebiet entwickelt. Ab 2004 entstand am Abstiegskanal vom Wasserstraßenkreuz Magdeburg der Hansehafen.
Die zeitweise auch etwas stärker bestehende Nutzung als Wohnstandort besteht heute praktisch nicht mehr. 1993 lebten im Stadtteil 210 Menschen, 2002 noch 7.

## Wirtschaft
Gemäß der Funktion des Stadtteils als Gewerbegebiet haben sich in dem verkehrstechnisch günstig zwischen Elbe, Mittellandkanal, Bundesautobahn 2 und größeren Eisenbahnstrecken gelegenen Areal mehrere größere Unternehmen angesiedelt. Bekanntere sind der Windkraftanlagenbauer Enercon und das Bio-Ölwerk Magdeburg.

## Bauwerke
Die im Stadtteil bestehenden Kulturdenkmale sind örtlichen Denkmalverzeichnis aufgeführt, darunter das vom Technischen Polizeiamt genutzte Verwaltungsgebäude August-Bebel-Damm 17, 19, das Umspannwerk Rothensee und die ehemalige Zinkhütte Giesche.